# Оквилл (Онтарио)
 Оквилл  (англ. Oakville) — город в провинции Онтарио в Канаде. Оквилл расположен около 31 км от города Торонто и 20 км от города Гамильтон. Город — часть промышленного района, прозванного «Золотой подковой» (англ. Golden Horseshoe).

## История
В 1793 году Дандас-Стрит была обследована в качестве военной дороги. В 1805 году Законодательное Собрание Канады выкупило земли между Этобикоком и Гамильтоном у коренных жителей Миссисаугаса, за исключением земель в устьях Двенадцатимильного ручья (Bronte Creek), Шестнадцатимильного ручья и вдоль реки. В 1807 году британские иммигранты поселились в районе, окружающем Дандас-стрит, а также на берегу озера Онтарио.
В 1820 году Канада выкупила территорию, прилегающую к водным путям. Площадь вокруг ручьев, 960 акров, уступленная короне Миссиссаугасом, была продана с аукциона Уильяму Чисхолму в 1827 году. Он оставил развитие области своему сыну, Роберту Керру Чисхолму, и его шурину, Меррику Томасу. Чисхолм также сформировал судостроительный бизнес в Оквилле Navy Street и Sixteen Mile Creek (Halton Region) и продержался до 1842 года, но судостроение в Оквилле продолжалось до конца 20-го века.
Население в 1846 году составляло 1500 человек. Община поставляла большое количество пшеницы и пиломатериалов через шхуны и железную дорогу. В городе было три церкви, мельница для зерна и лесопилка, а также различные небольшие компании, производящие молотилки, повозки, часы, седла и металлические изделия. Были также торговцы различных типов.
Промышленность Оквилла также включала судостроение. В 1850-х годах был экономический спад, и литейный завод, самая важная промышленность в городе, был закрыт. Изготовление корзин стало одной из основных отраслей промышленности в городе, и через него была построена большая магистральная железная дорога. В 1869 году население составляло 2000 человек. Община обслуживалась Великой Западной железной дорогой и портом на озере Онтарио.
В 1962 году Оквилл слился со своими соседними деревнями (Бронте, Палермо, Шеридан), тем самым основав новый город Оквилл.

## Образование
Начальные и средние школы в Оквилле представляют собой смесь частных и государственных школ, с одним из самых высоких соотношений частных школ к студенческому населению в стране. Оквилл охвачен школьным советом округа Хальтон, Советом католической школы округа Хальтон, Католическая средняя школа Св. Фомы Аквинского (Оквилл) и Средняя школа Уайт-Оукс предлагают программу Международного бакалавриата.
В городе находится Колледж Эпплби, частная школа с седьмого по двенадцатый класс, основанная в 1911 году, а также школа Сент-Милдред-Лайтборн, независимая школа для девочек. Оквилл также является домом для Колледжа Шеридан, в первую очередь института искусств и бизнеса, и единственным высшим учебным заведением в Оквилле.

## Достопримечательности
- «Золотая подкова» — (англ.  Golden Horseshoe